# Chevillon (Alto Marne)
 Chevillon  es una comuna y población de Francia, en la región de Champaña-Ardenas, departamento de Alto Marne, en el distrito de Saint-Dizier. Es la cabecera del cantón de su nombre, si bien la mayor población del mismo es Eurville-Bienville.
Su población en el censo de 1999 era de 1.455 habitantes. Hay en la comuna dos comunas asociadas: Sommeville (269 hab.) y Breuil-sur-Marne (113 hab.).
Está integrada en la Communauté de communes de la Vallée de la Marne.

## Demografía
| 1487 | 1508 | 1532 | 1607 | 1556 | 1455 |
| Para los censos de 1962 a 1999 la población legal corresponde a la población sin duplicidades (Fuente: INSEE [Consultar]) |      |      |      |      |      |